# Gare de Lison
La gare de Lison est une gare ferroviaire française, située sur le territoire de la commune de Sainte-Marguerite-d'Elle (département du Calvados) et sur celui de Moon-sur-Elle (département de la Manche), à proximité de Lison (département du Calvados) au nord de la ligne.
Elle est mise en service en 1858 par la Compagnie des chemins de fer de l'Ouest lors de l'ouverture de la ligne de Mantes-la-Jolie à Cherbourg. Elle devient une gare de bifurcation avec l'ouverture en 1860 de la ligne de Lison à Saint-Lô, premier tronçon de la future ligne de Lison à Lamballe.
C'est une gare de la Société nationale des chemins de fer français (SNCF) desservie par des trains Intercités et TER Normandie.

## Situation ferroviaire
Établie à 7 m d'altitude, la gare de Lison est située au point kilométrique (PK) 295,200 de la ligne de Mantes-la-Jolie à Cherbourg, entre les gares ouvertes du Molay-Littry et Carentan. Gare de bifurcation, elle est l'origine de la ligne de Lison à Lamballe, avant la gare ouverte de Pont-Hébert.

## Histoire
La « station de Lison » est mise en service le 17 juillet 1858 par la Compagnie des chemins de fer de l'Ouest, lorsqu'elle ouvre à l'exploitation la dernière section, de Caen à Cherbourg, de la ligne de Mantes-la-Jolie à Cherbourg qui permet la circulation des trains entre Paris et Cherbourg. Il est déjà prévu qu'elle devienne une gare de bifurcation tête de ligne de l'embranchement pour Saint-Lô. Le choix du tracé entre Caen et Cherbourg, qui fixa notamment l'emplacement de la station de Lison, fut le résultat de longues négociations du fait des conflits entre l'intérêt stratégique national et les intérêts locaux défendus par les élus du conseil général de la Manche.
L'embranchement vers Saint-Lô est ouvert à l'exploitation, par la compagnie de l'Ouest le 1er mai 1860. En 1879, l'ouverture de son prolongement jusqu'à Lamballe permet la création de relations entre les gares de Rennes et Caen via celle de Lison.

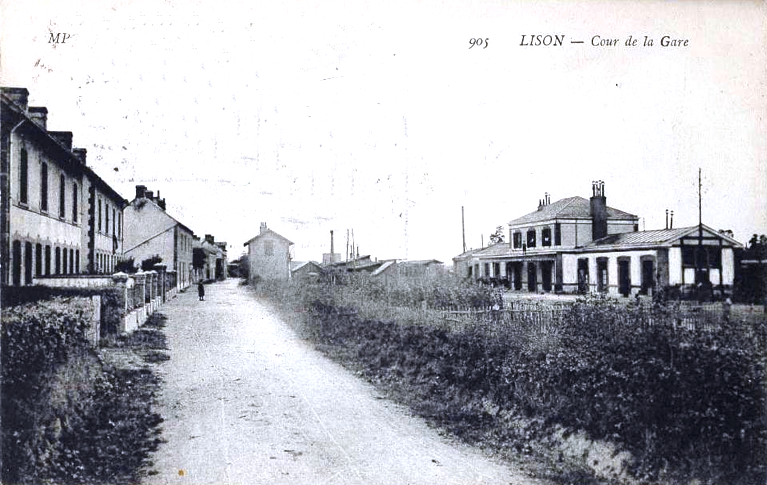
La gare au début des années 1900.

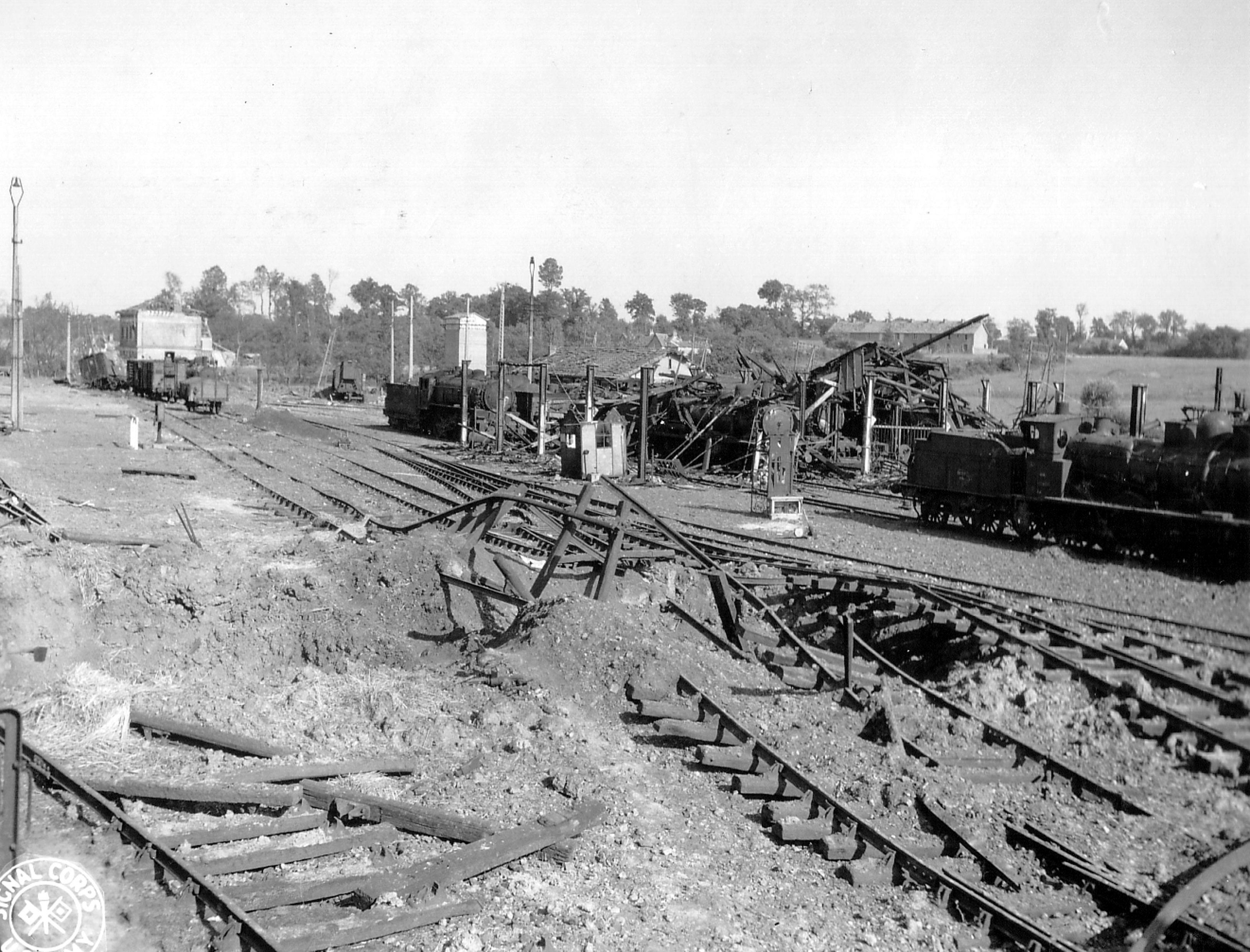
Après les bombardements en 1944.

Lors de la Seconde Guerre mondiale, la gare est sévèrement touchée par des bombardements réalisés par les avions alliés engagés dans la bataille de Normandie en 1944.
À partir de 2011, la gare et ses abords font l'objet de grands travaux de réhabilitation. Rénové, le bâtiment des voyageurs rouvre en mars 2012. Les quais, la passerelle, l'accessibilité aux handicapés et les parkings seront également rénovés jusqu'à l'horizon 2014.
Cette gare présente la particularité d'avoir un guichet de vente de billets dans le Calvados et la borne de compostage du hall voyageurs dans la Manche. Elle fut autrefois une importante gare de triage où ont travaillé jusqu'à 200 cheminots.

## Fréquentation
De 2015 à 2023, selon les estimations de la SNCF, la fréquentation annuelle de la gare s'élève aux nombres indiqués dans le tableau ci-dessous.
| Année                     | 2015    | 2016    | 2017    | 2018    | 2019    | 2020    | 2021    | 2022    | 2023    |
| ------------------------- | ------- | ------- | ------- | ------- | ------- | ------- | ------- | ------- | ------- |
| Voyageurs                 | 227 865 | 209 488 | 223 467 | 190 364 | 170 736 | 95 100  | 133 948 | 222 846 | 233 066 |
| Voyageurs + non voyageurs | 284 832 | 261 860 | 279 334 | 237 956 | 213 420 | 118 875 | 167 436 | 278 557 | 291 333 |

## Service des voyageurs

### Accueil
Gare SNCF, elle dispose d'un bâtiment voyageurs, avec guichet, ouvert tous les jours. Elle est équipée d'automates pour l'achat des titres de transport.
Le passage d'un quai à l'autre se fait par l'intermédiaire d'une passerelle qui surplombe les voies.

### Desserte
Lison est desservie par les trains TER Normandie (vers Lisieux/Caen ou Saint-Lô/Coutances/Rennes), ainsi que par les trains TER Normandie également en provenance ou en direction de Paris-Saint-Lazare, via Caen, et de Cherbourg.

### Intermodalité
Un parc à vélos et un parking pour les véhicules sont aménagés. Un arrêt est desservi par les bus des lignes départementales 303 et 304 du réseau de transport interurbain Manéo.